# Teresa Batlle i Pagès
Teresa Batlle i Pagès és una arquitecta catalana que forma part de l'estudi d'arquitectura Picharchitects/Pich-Aguilera amb Felipe Pich-Aguilera Baurier.
Va obtenir el títol d'Arquitectura a l'Escola Tècnica Superior d'Arquitectura (ETSAB) de la Universitat Politècnica de Barcelona el 1989, amb especialitat en Condicionament i Serveis.
El 1989 va fundar amb Felipe Pich-Aguilera Baurier l'estudi Pich-Aguilera, Arquitectes SL. Posteriorment el 2012, amb la incorporació de quatre nous socis Margherita Aricò, Pau Casaldàliga, Ute Müncheberg, Jordi París, i més tard Jordi Camps, varen fundar PibarquitecturaSix, SLP. Amb la creació d'aquest nou estudi varen poder constituir una firma internacional amb el nom de Picharchitects amb seu principal a Barcelona, i amb seus en col·laboració amb equips locals de Mèxic, Xina, Colòmbia, el Kazakhstan, França, Alemanya, Algèria i Qatar.
L'estudi ha treballat en projectes com ara Hospital Universitari Sant Joan de Reus (2009), l'ampliació de l'escola Teresianes-Ganduxer (2014) i l'Institut de Recerca de Sant Pau (2018)
Teresa Batlle sempre ha defensat la importància de la sostenibilitat i eficiència energètica en l'arquitectura, estant la seva figura vinculada amb les entitats relacionades amb la sostenibilitat més importants: ha estat fundadora i vicepresidenta de l'Agrupació AuS (Arquitectura i Sostenibilitat de Catalunya) i és l'actual vicepresidenta de l'Associació ASA, de sostenibilitat i arquitectura a Espanya.

## Trajectòria professional
La trajectòria professional de Teresa Batlle se centra en el desenvolupament de línies de reducció de consum energètic en l'edificació així com millores envers el respecte al medi ambient en el sector de la construcció. Per poder aconseguir aquests objectius ha impulsat diversos projectes d'investigació, recerca i ensenyament, implicant amplis sectors i agents.
- Membre fundador de l'Escola Superior d'Arquitectura de la Universitat Internacional de Catalunya ESARQ-UIC.
- Coordinadora del Pla Docent de 2n. Cicle (1997-1999) de l'Escola Superior d'Arquitectura de la Universitat Internacional de Catalunya ESARQ-UIC.
- Coordinadora del Consell Professional (1996-1999) de l'Escola Superior d'Arquitectura de la Universitat Internacional de Catalunya ESARQ-UIC.
- Membre del patronat de la Càtedra d'Edificació Industrialitzada i Medi Ambient, CEIM-UIC, des de 2012.[6]
- Membre fundador de l'Agrupació Arquitectura i Sostenibilitat del Col·legi d'Arquitectes de Catalunya, AuSCOAC i Vicepresidenta entre 2005 i 2012.
- Membre fundador de l'Associació Arquitectura i Sostenibilitat (ASA), impulsada pel Consell Superior dels Col·legis d'Arquitectes d'Espanya (CSCAE).
- Secretaria General (2007-2011), Vicepresidenta (2012-2016) i Presidenta Comitè Científic (2017-2021) de l'Associació Arquitectura i Sostenibilitat (ASA).
- Membre de la Junta Directiva de l'Associació 22@ network (associació de les empreses innovadores amb seu social en el districte 22@ de Barcelona).
- Presidenta des de 2004 de la Comissió d'Empresa i Medi Ambient.
- Membre de l'associació Barcelona Urban Cluster (BUC) i Vicepresidenta des del 2017.
- Des de 1997, coordinadora de taules rodones i debats al voltant del rol de l'arquitecte en la innovació dels processos constructius, així com de sistemes més adients amb un nou equilibri entre arquitectura i medi ambient.

### Obres representatives
- 2004: Habitatges Pau Claris[8]
- 2009: Hospital Universitari Sant Joan de Reus[3]
- 2013: Edifici multifuncional Fondo - Santa Coloma[9][10]
- 2014: Ampliació escola Teresianas-Ganduxer
- 2014: Centre tecnològic Leitat Barcelona[11]
- 2016: Centre Cívic de Les Corts Joan Oliver Barcelona[12]
- 2016: Parc Científic i Tecnològic Agroalimentari de Lleida[13]
- 2018: Institut de Recerca de Sant Pau[5][14]

### Premis i reconeixements
El seu treball amb PichArquitectes ha estat reconegut per diversos premis, destaquen els següents:
- 2017: Premis de construcció sostenible de Castella i Lleó. Primer premi Estatal pel Centre tecnològic Leitat Barcelona.
- 2016: Build Awards 2016, Industrial Buildings.
- 2015: Finalista en Catalunya Construcció pel projecte Ampliació escola Teresianas-Ganduxer.
- 2011: Primer premi d'àmbit europeu de Construcció Sostenible convocat per la Conselleria d'Obres Públiques de la comunitat de Castella i Lleó en la millor obra cap a la sostenibilitat pel projecte Parc Científic i Tecnològic Agroalimentari de Lleida.
- 2010: IV convocatòria de Premis Nan. Primer Premi a la Millor integració de l'energia en arquitectura pel projecte Hospital Universitari Sant Joan de Reus.
- 2006: Premi de Medi Ambient de la Conselleria de Medi Ambient i Habitatge de la Generalitat de Catalunya.